# Dinorah-Quadrille
Dinorah-Quadrille, op. 224, är en kadrilj av Johann Strauss den yngre. Den spelades första gången den 13 augusti 1859 i Pavlovsk i Ryssland.

## Historia
På höjden av sin karriär dominerade den tyske kompositören Giacomo Meyerbeer Europas operascener och hans musikdramer var en rik källa till melodier för arrangörer av dansmusik. Familjen Strauss skulle komma att använda musik från inte mindre än sex av Meyerbeers operor till sina kadriljer, galopper och valser. Först var det Johann Strauss den äldre som bearbetade motiv från Meyerbeers tidiga operor. 1854 skulle användningen av musiken från L'Étoile du Nord (Nordstjärnan) leda till en allvarlig konflikt mellan pappa Strauss och sonen Johann (se Nordstern-Quadrille op. 153).
Meyerbeers opera Le Pardon de Ploërmel – mer känd som Dinorah - hade premiär i Paris den 4 april 1859. Inte förrän den 11 mars 1865 sattes verket upp i Wien med titeln Dinorah oder die Wallfahrt nach Ploërmel, mer än fem år efter att Johann Strauss Dinorah-Quadrille hade spelats för första gången vid en konsert i ryska Pavlovsk den 13 augusti. I Wien framfördes kadriljen första gången den 20 november 1859 vid en konsert i Volksgarten.

## Om kadriljen
Speltiden är ca 5 minuter och 48 sekunder plus minus några sekunder beroende på dirigentens musikaliska tolkning.

## Weblänkar
- Dinorah-Quadrille i Naxos-utgåvan.